# Диаш, Диниш
Диниш Диаш (порт. Dinis Dias) — португальский мореплаватель XV века, работорговец. Известен тем, что в 1444—1445 годах, покинув Португалию и отправившись в плавание вдоль западного побережья Африки, продвинулся на 800 километров южнее Белого мыса (порт. Cabo Branco), самой южной на тот момент открытой португальцами точки африканского побережья, исследовал часть Гвинейского залива и открыл Зелёный мыс (порт. Cabo Verde).
Некоторые португальские историки[кто?] считают Диниша родственником знаменитого португальского мореплавателя Бартоломеу Диаша.

## Биография
О личности мореплавателя известно немногое. По некоторым данным, он был сыном Жуана Диаша, открывшего мыс Бохадор. Некоторые источники называют его оруженосцем (порт. escudeiro) короля Афонсу V. В 1442 году Диниш Диаш участвовал в португальских морских экспедициях в районе Белого мыса, а в 1444 году отправился в прославившее его плавание к югу.
Также в 1444 году Динишем Диашем были открыты остров Горе у сенегальского побережья и река Сенегал.